# Collider Detector at Fermilab
Pour les articles homonymes, voir CDF.

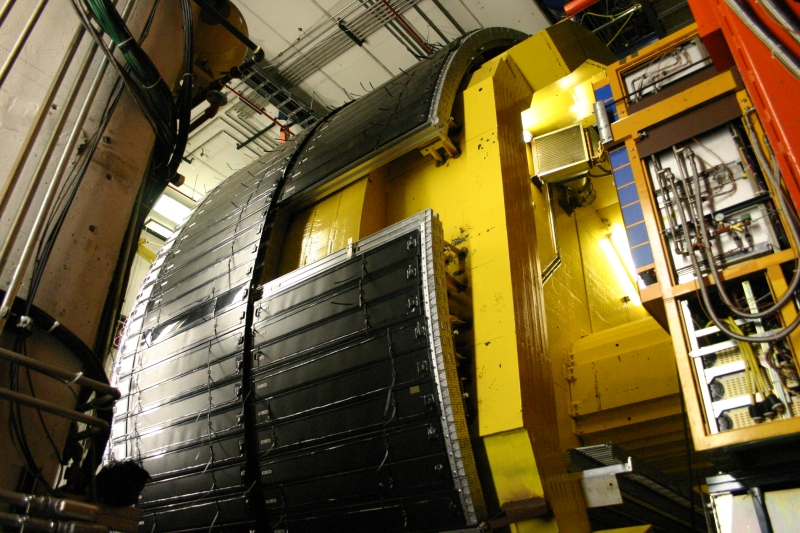
Une partie du CDF

CDF (sigle anglais formé à partir des initiales de Collider Detector at Fermilab, littéralement « Détecteur pour collisionneur au Fermilab ») est une expérience de physique se déroulant au Fermilab à Chicago (États-Unis) sur l'accélérateur Tevatron. L'objectif de cette expérience est d'en apprendre plus sur les particules fondamentales composant l'univers, leurs propriétés et de comprendre les forces et interactions s'effectuant entre elles. Elle est en particulier connue pour la découverte du quark top en 1994, confirmée par l'expérience DØ l'année suivante. Une nouvelle mesure du boson W a aussi été annoncée en 2022.

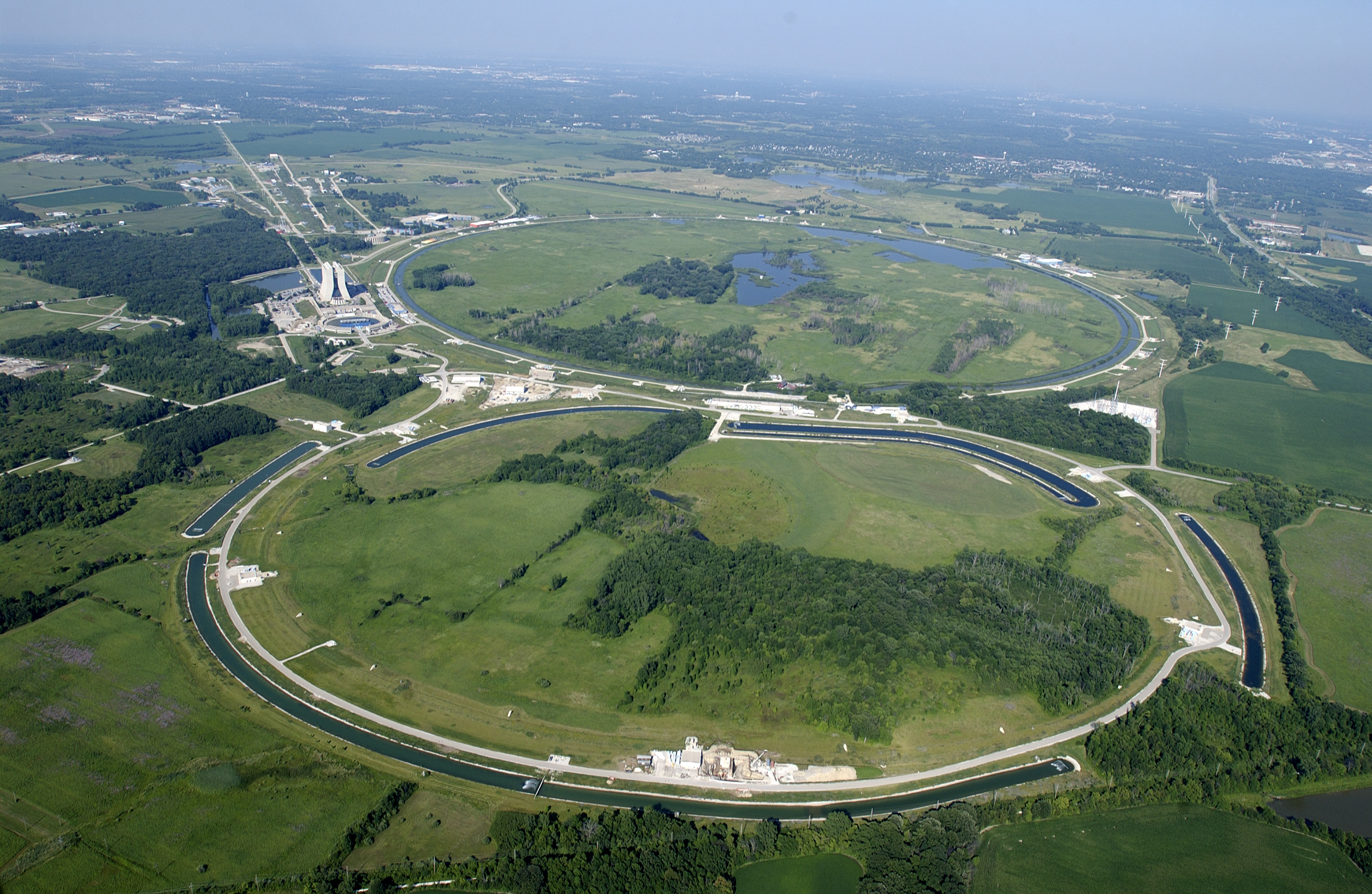
Vue aérienne du Fermilab : anneau principal et injecteur principal. Les bassins en forme de pilules dissipent la chaleur résiduelle de l'équipement.

Les recherches s'effectue grâce à l'étude de collisions entre des protons et des antiprotons à une énergie de centre de masse de 2 TeV.